# Cour d'Arthur de Torun

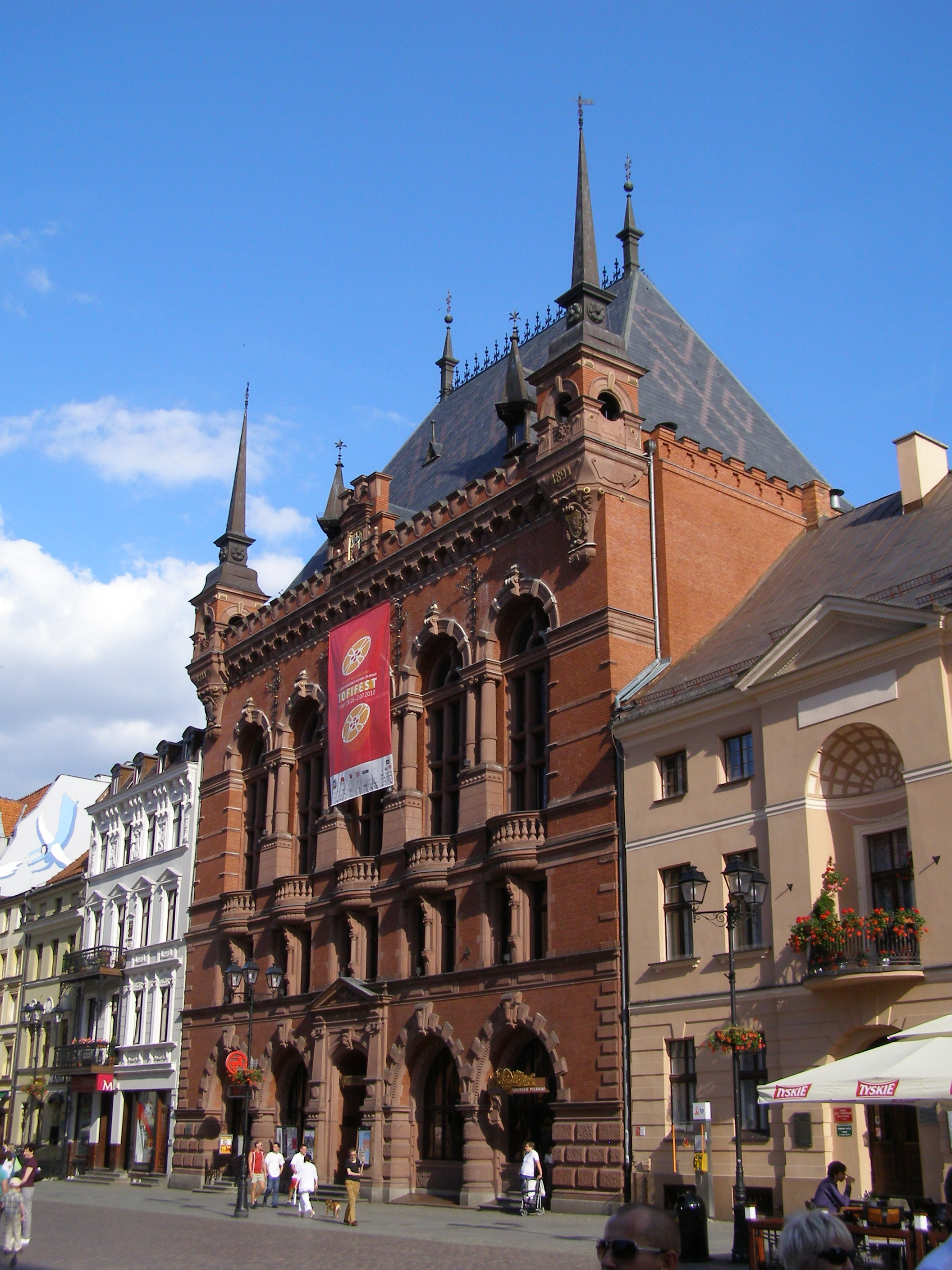
Cour d'Arthur

La Cour d'Arthur de Torun est une institution culturelle du gouvernement local, créée en 1995 dans la ville polonaise de Toruń.

## Localisation
La Cour d'Arthur est située dans la vieille ville de Toruń, sur la Place de la Vieille Ville (Rynek Staromiejski), au numéro 6.

## Histoire
Le bâtiment occupe la place de trois parcelles médiévales. La première Cour d'Arthur, appelée en fait «  La Maison de la Société » ou « La Maison du Club » (le nom de Cour d'Arthur n'apparaît qu'au début du XVIIe siècle) a été construite dans les années 1385-1386. En 1466, la deuxième Paix de Toruń y a été signée. Le bâtiment a ensuite été reconstruit et rénové, surtout au XVIIe siècle, où une riche décoration picturale de la façade a été réalisée sur laquelle ont été placées des frises avec des images de rois à partir de Władysław Jagiełło jusqu'à Sigismond III Vasa. Ces images étaient connues grâce à la série de dessins préparées par Steiner et créés en 1738-1745 présentant des vues de Toruń et des environs. La salle du rez-de-chaussée de la Cour a également été reconstruite, dont le sol a entre autres été recouvert de plaques de marbre blanc et rouge. La voûte recouvrait l'intérieur du rez-de-chaussée qui était divisé par deux colonnes.
Le 14 juin 1802, la démolition du bâtiment médiéval sur ordre des autorités prussiennes a commencé. La construction de la deuxième Cour d'Arthur ne fut achevée qu'en mai 1826 suivant le projet du constructeur de la ville Heckert. Elle avait une modeste façade classique à plusieurs étages à cinq axes décorées de pilastres. À la suite de la liquidation de la Confrérie de Saint-Georges en 1842, la Cour est devenue un théâtre municipal avec un auditorium de 500 places. La deuxième Cour d'Arthur et la maison de ville voisine de l'ouest ont été démolies en 1889, et à leur place, le bâtiment actuel a été construit suivant les plans du conseiller municipal en construction Rudolph Schmidt. Le rez-de-chaussée de la « Troisième Cour d'Arthur » abritait un restaurant et des boutiques, tandis que les étages étaient occupés par les salles : Grande, Blanche, Petite et Rouge, et que le grenier était occupé par les chambres d'hôtes. 
Après que la Pologne a recouvré son indépendance en 1920, les salles représentatives de la Cour ont accueilli des personnes comme le Général Józef Haller et les Présidents de la Deuxième République de Pologne : Stanisław Wojciechowski, Ignacy Mościcki et Józef Piłsudski. Les cérémonies d'État traditionnelles, les réunions sociales et de guilde, les bals représentatifs sont revenus.  
Après la Seconde Guerre mondiale, en 1949, le bâtiment a été remis à la nouvelle Université Nicolas-Copernic et a abrité le Collegium Maximum et le Club des Étudiants Od Nowa. Depuis 1993, l'établissement est le siège du Centre Culturel.    
Dans les années 1994–2015, la Cour d' Arthur a été le siège de l'Orchestre symphonique de Toruń.
En novembre 2018, le Centre s’est enrichi d'un nouvel espace éducatif - les Caves de la Culture, où les éducateurs organisent des ateliers cycliques de musique, d'art et de cinéma pour les enfants, les jeunes, les adultes et les personnes âgées.  
Le 1er janvier 2020, le Centre est rejoint par la Maison des Muses et ses succursales.

## Architecture
Le style du bâtiment est décrit comme néo-renaissance hollandaise, la façade est à trois étages, revêtue de briques avec une utilisation significative de grès rouge (rez-de-chaussée, détails décoratifs). La façade semble être significativement surdimensionnée par rapport aux bâtiments situés dans la vieille ville. Outre les motifs de style néo-renaissance, il y a également des références au bâtiment original de style gothique-renaissance de la Cour d'Arthur - fenêtres légèrement tranchantes et rustication[Quoi ?] au rez-de-chaussée, tourelles suspendues flanquant la façade, couverture couronnant le bâtiment. L'ensemble est couvert d'un haut toit en croupe, dont la silhouette est clairement visible dans le panorama de Toruń.     

## Galerie

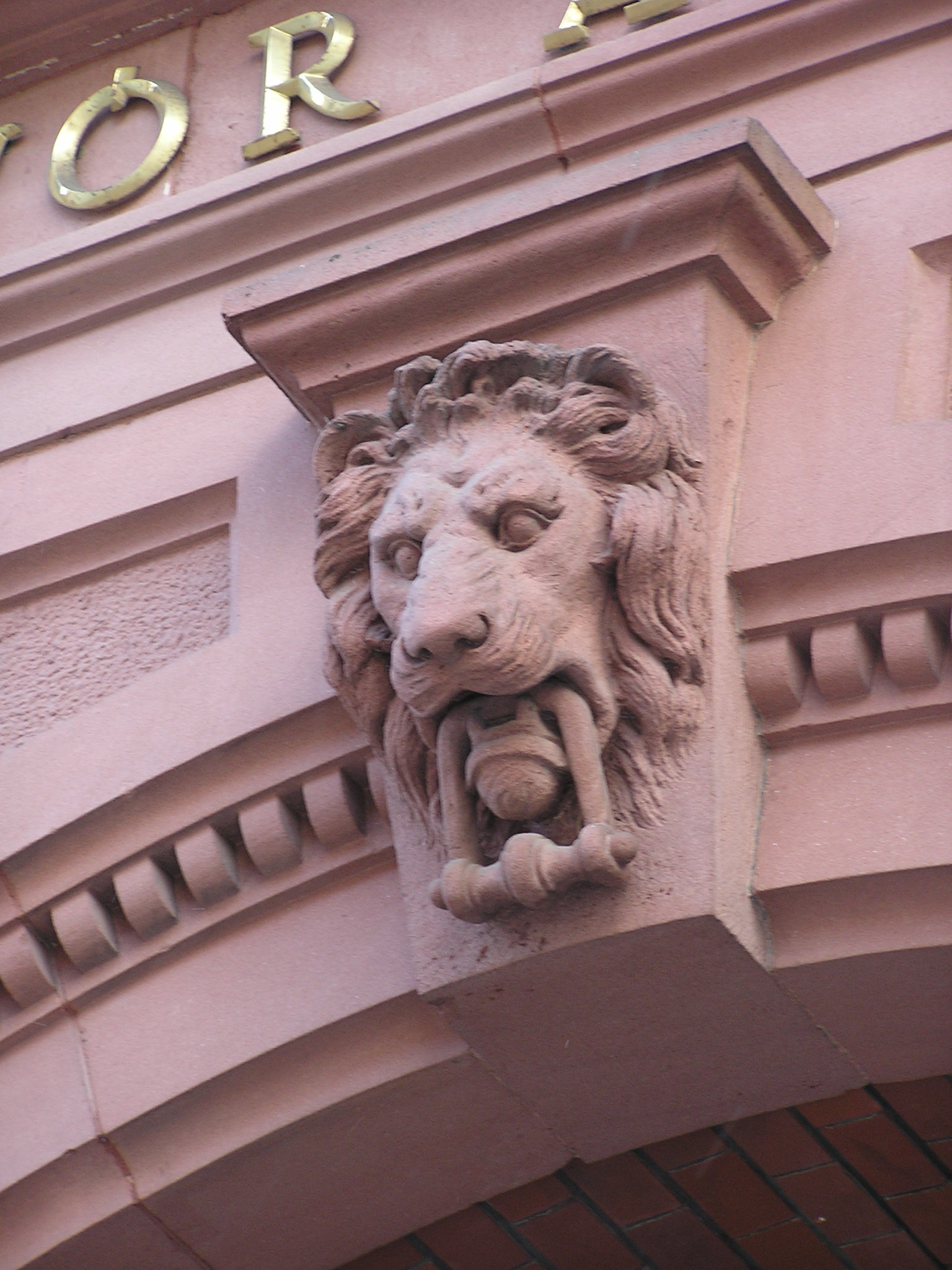
Détail architectural
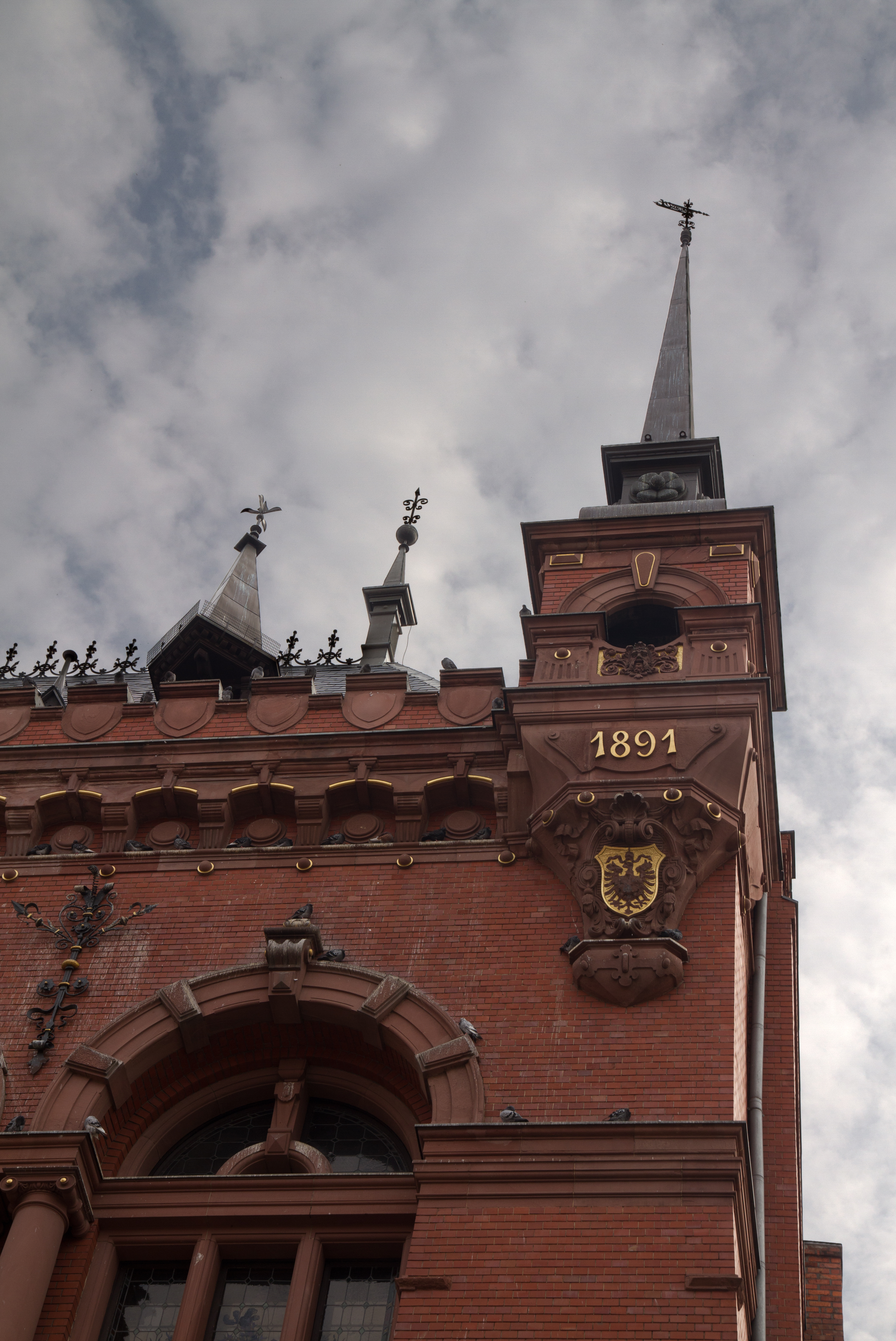
Tourelle avec la date de mise en service du bâtiment
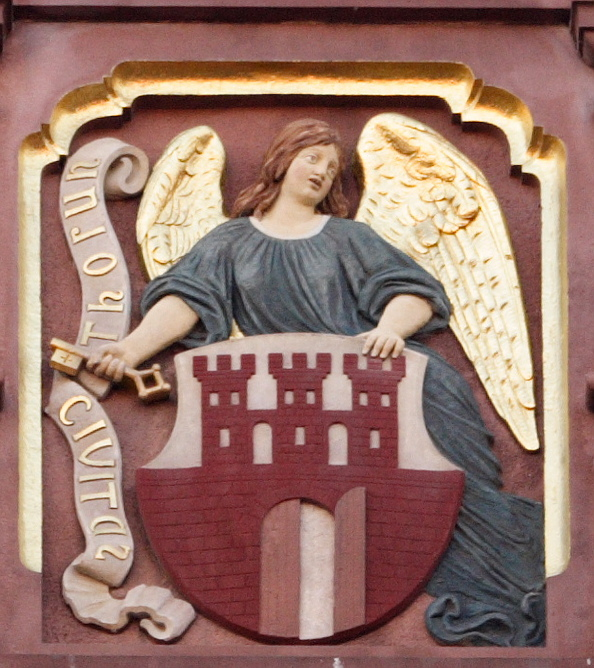
Armoiries de Toruń sur le bâtiment
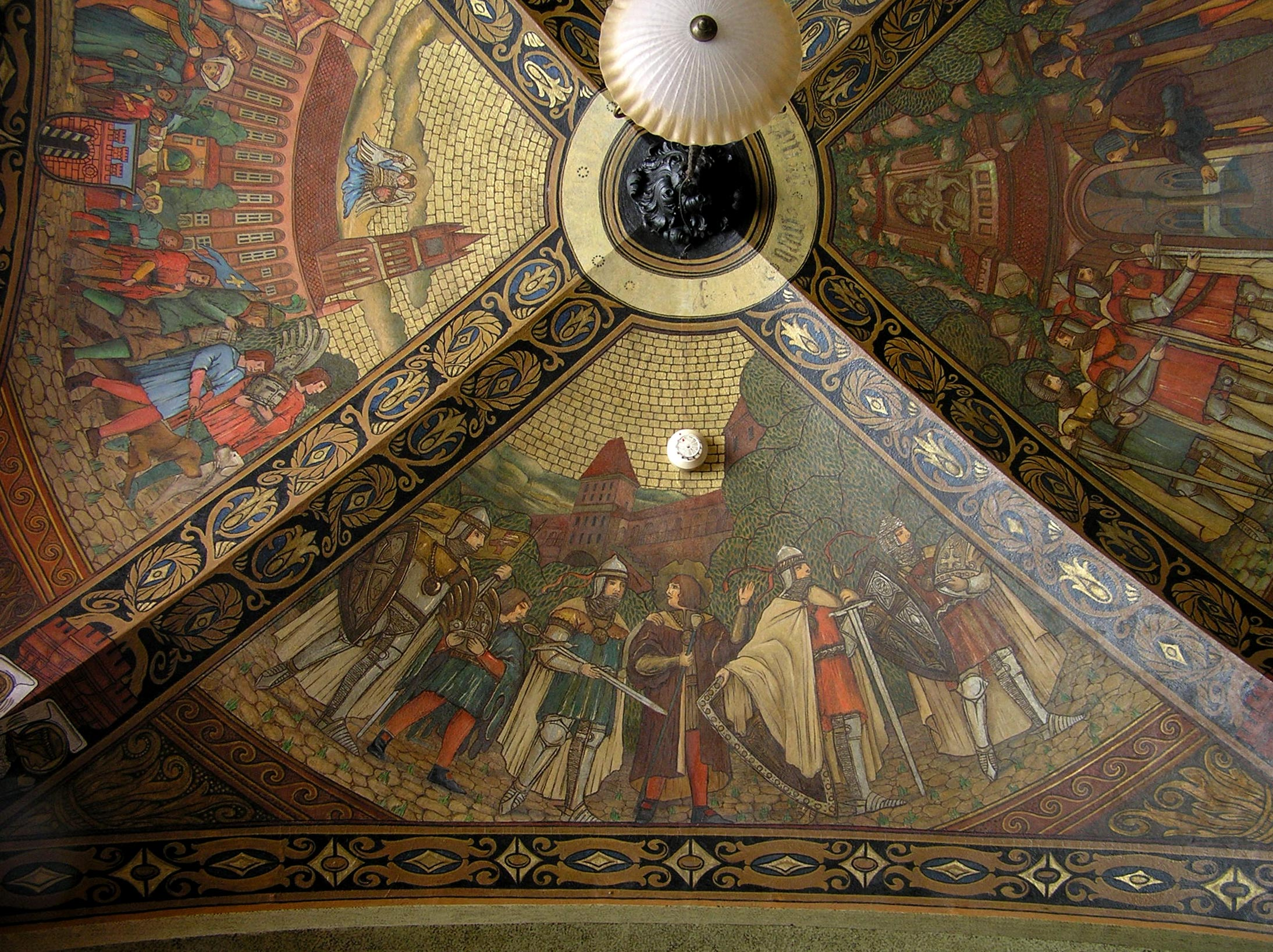
Polychrome sur la voûte du vestibule
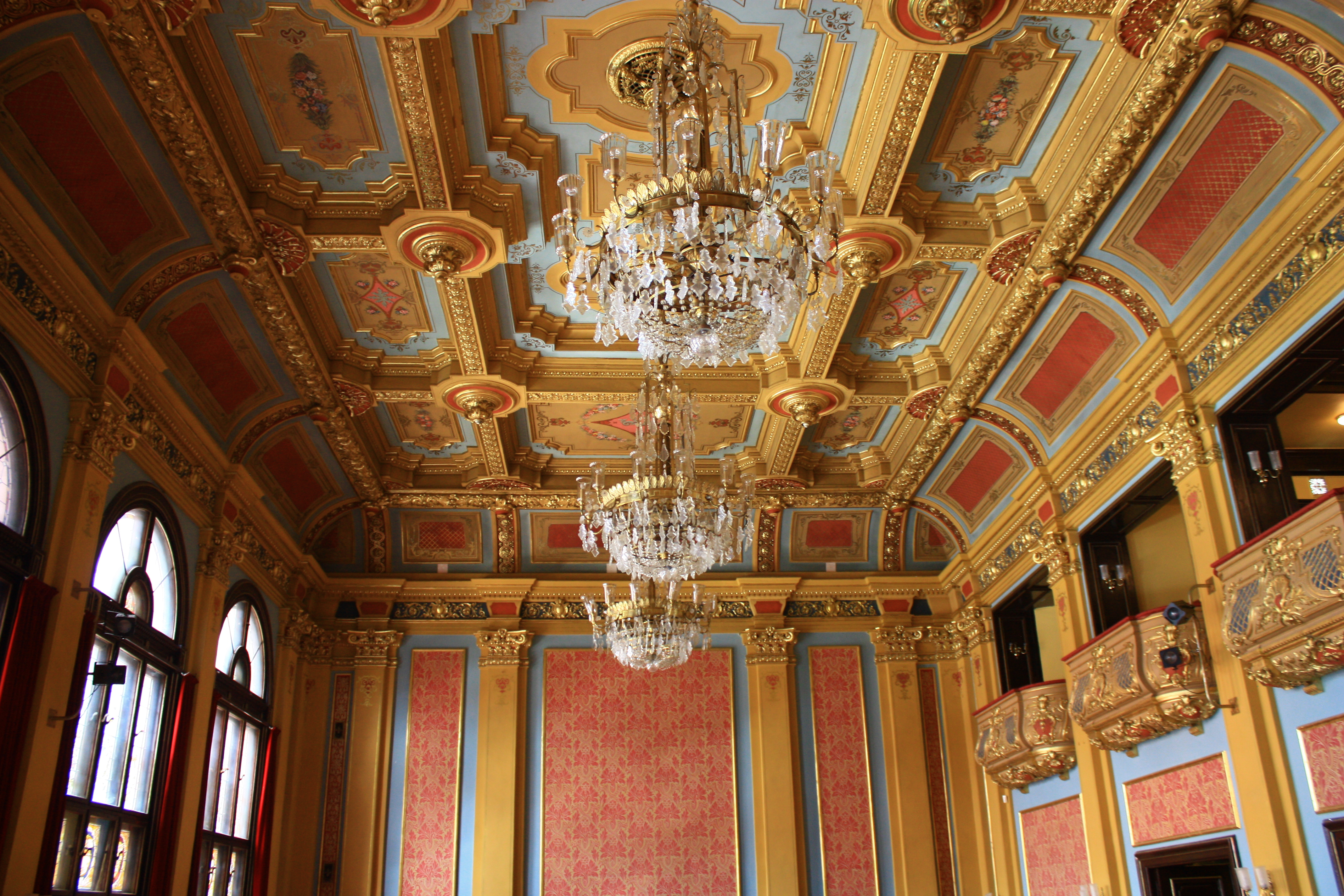
Grande Salle
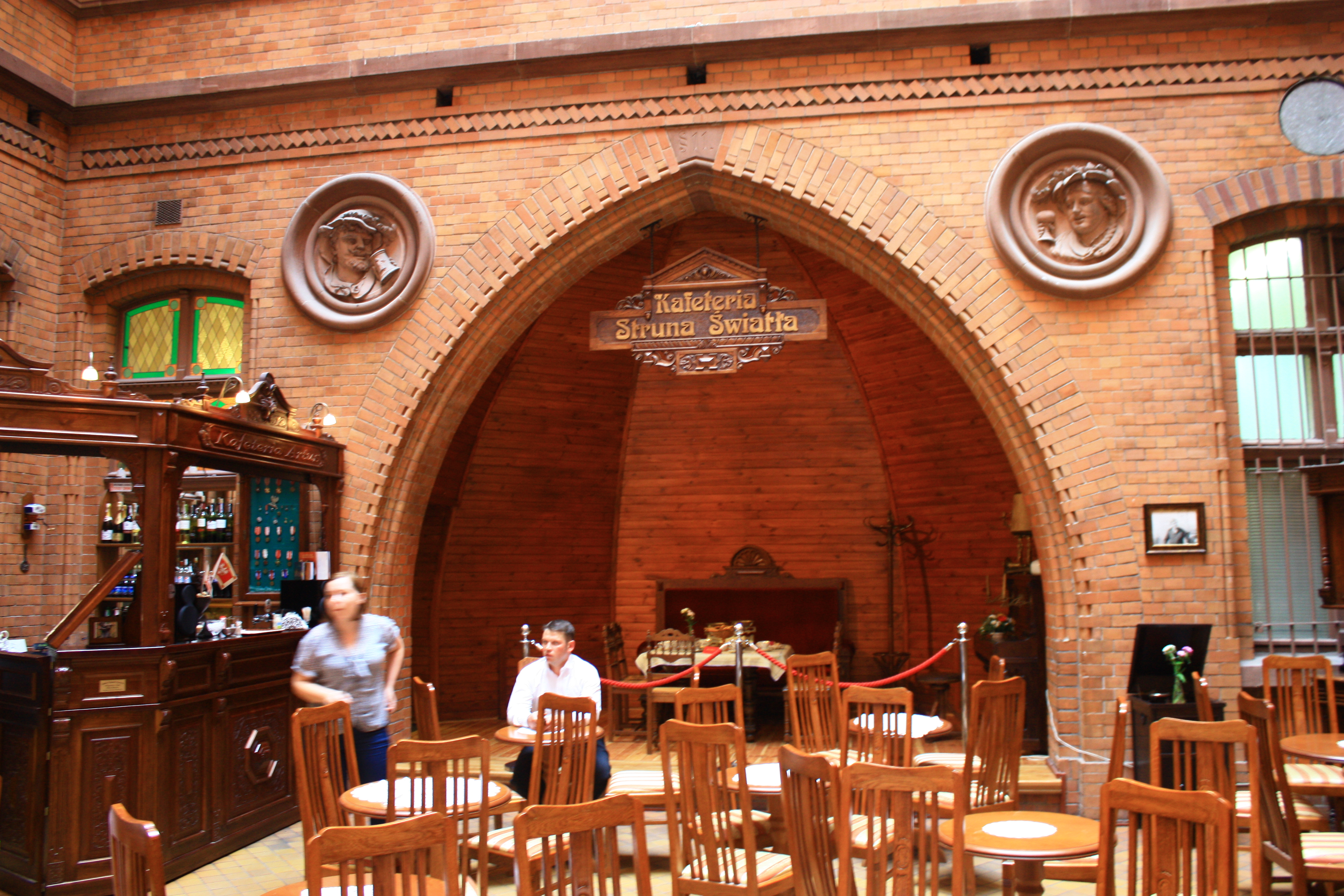
Cafétéria